# Fleet Race

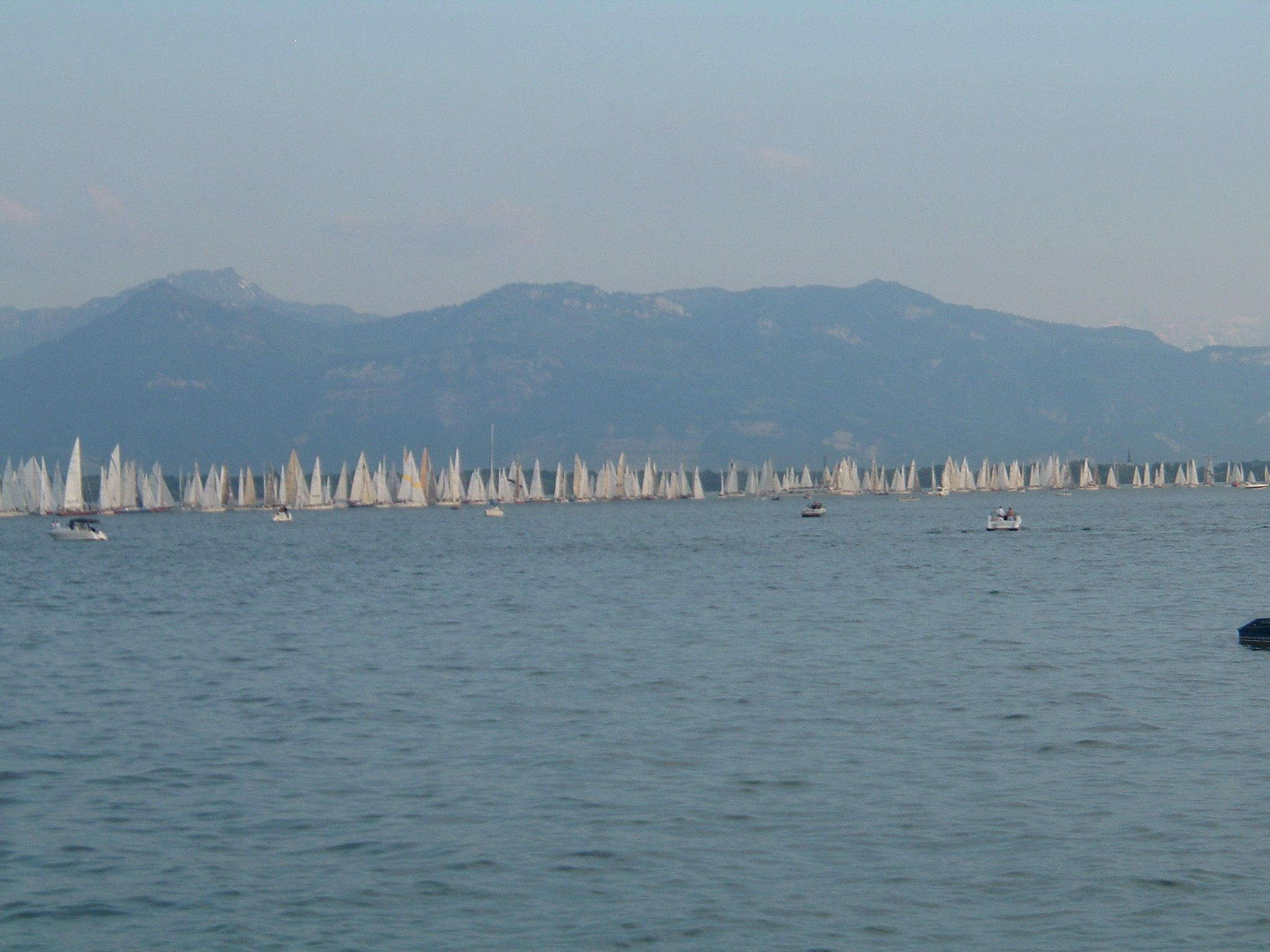
500 Boote an der Startlinie vor Lindau

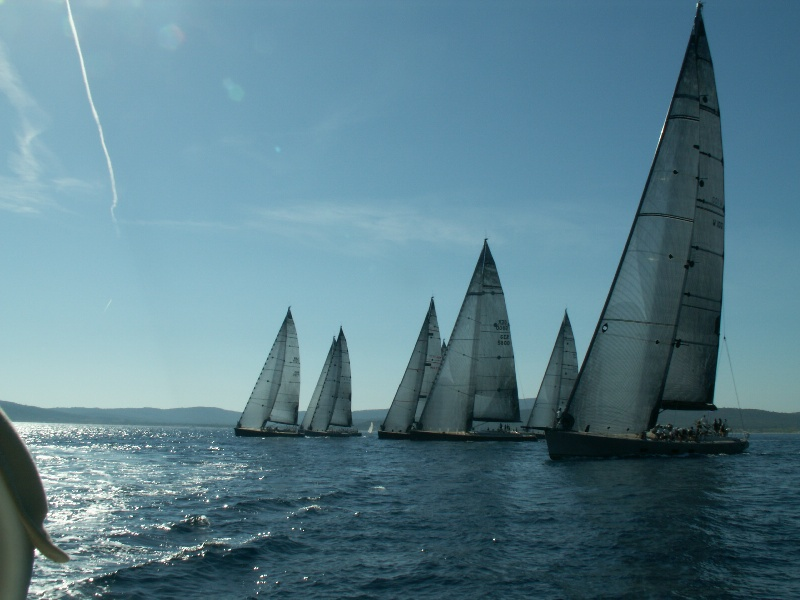
Fleet Race bei den Voiles de Saint-Tropez 2007

Das Fleet Race ist die klassische Austragungsform einer Segelregatta nach den Regeln der World Sailing.
Im Fleet Race, bei dem mindestens drei Boote gegeneinander segeln, ist es das Ziel, vor allen anderen Booten die Ziellinie zu überqueren. Dies wird zunächst durch möglichst schnelles Segeln erreicht, um gegenüber den Konkurrenten im Vorteil zu sein. Unter Anwendung taktischer Manöver ist die Kontrolle des direkten Verfolgers möglich und ein Vorsprung kann bis zur Ziellinie gerettet werden. Dabei muss der direkte Gegner immer beobachtet werden, damit auf dessen taktische Manöver sofort reagiert werden kann. Die indirekten Gegner werden ihrerseits durch eigene taktische Manöver versuchen, den Zweikampf zu meiden und einen eigenen Vorteil herauszusegeln.
Im Gegensatz dazu fällt beim Match Race, das nur zwischen zwei Booten ausgetragen wird, die Entscheidung oft schon auf der Startlinie durch geeignete Vorstartmanöver. 
Regelverstöße werden bei kleinen Regatten im Fleet Race erst nach Beendigung des Rennens verhandelt, bei größeren Ranglistenregatten oder Meisterschaften werden bestimmte Regeln (z. B. Regel 42, Unerlaubter Vortrieb) durch Jury-Boote direkt auf dem Wasser angezeigt und bestraft.
Bei den Olympischen Spielen 2008 werden die Regelverstöße nur noch auf dem Wasser bestraft, eine nachfolgende Protestverhandlung findet nicht mehr statt.